# Alfonso IV del Portogallo
Alfonso Dinisez di Borgogna, detto l’Ardito (o Bravo) (Afonso in portoghese e in galiziano, Alfonso in spagnolo, Alfonsu in asturiano, Alfons in catalano, in tedesco e in fiammingo, Alifonso in aragonese e Alfontso in basco Alphonse in francese e in inglese. Adefonsus o Alfonsus in latino; Lisbona, 8 febbraio 1291 – Lisbona, 29 maggio 1357), fu il settimo re del Portogallo e dell'Algarve dal 1325 al 1357.

## Origine
Figlio secondogenito e unico maschio del re del Portogallo e dell'Algarve, Dionigi l'Agricoltore e della principessa aragonese Isabella di Aragona, detta "la Santa", figlia del re d'Aragona, Pietro III e della principessa sveva Costanza, figlia del re di Sicilia Manfredi (quindi nipote dell'imperatore Federico II di Svevia) e di Beatrice di Savoia (?-1258).

## Biografia

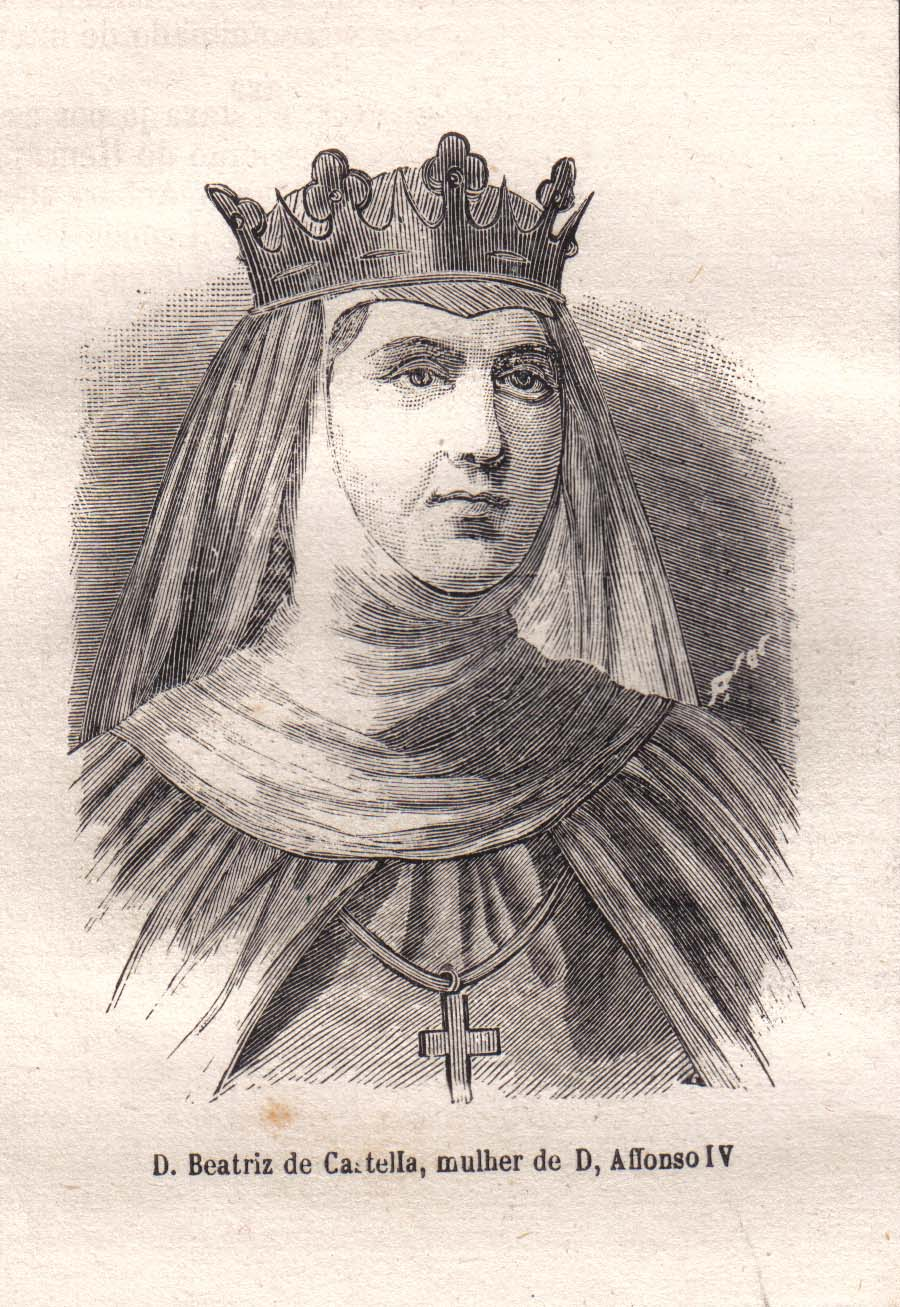
Beatrice di Castiglia, moglie di Alfonso IV.

Alfonso e la sorella Costanza (D. Alonso, D. Constança) sono citati nel Nobiliario del loro fratellastro, Pietro, conte di Barcelos come figli del re Dionigi (D. Dionis…Rey de Portugal) e della moglie Isabella di Aragona (D. Isabel).
Il Chronicon Conimbricensi inoltre riporta che Alfonso, figlio di Dionigi e Isabella (Dñs Alfonsus filius…Dñi Dionisii Regis Portug. et Algarbii et Reginæ Doñæ Elizabeth) nacque a febbraio del 1291.
Il 12 settembre del 1309 si sposò a Lisbona con Beatrice di Castiglia, figlia del re di Castiglia e León Sancho IV l'Ardito e di Maria di Molina, figlia di Alfonso di Molina (figlio del re del León Alfonso IX e della regina di Castiglia Berenguela) e della sua terza moglie, Mayor Téllez di Meneses.
Il matrimonio è citato nel Nobiliari del fratellastro Pietro.

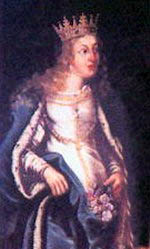
Miracolo delle Rose della regina Isabella, madre di Alfonso IV.

Negli ultimi anni di regno del padre Dionigi, che già era ammalato, Alfonso, erede al trono, vedendo l'affetto che legava il vecchio re a tutti i suoi fratellastri illegittimi, e in modo particolare a Afonso Sanchez, e pensando che tramassero per diseredarlo, si ribellò e tra il 1319 e il 1323 fece guerra al padre; non si arrivò allo scontro aperto solo per l'intervento di sua madre, Isabella, la regina santa, che nell'ottobre del 1323 si frappose tra i due eserciti già schierati in ordine di battaglia, ad Alvalade, alla periferia di Lisbona.
Alla morte del padre, avvenuta a Santarém il 7 gennaio 1325, Alfonso divenne re del Portogallo e dell'Algarve e il suo primo provvedimento fu quello di spogliare il fratellastro, Alfonso Sanchez, di tutti i feudi e gli onori che aveva ricevuto dal padre e di condannarlo all'esilio.
Alfonso Sanchez si rifugiò in Castiglia, dove era conte di Albuquerque e da lì cominciò a tramare complotti e a organizzare tentativi per rientrare in patria e farsi eleggere re al posto di Alfonso IV. Dopo alcuni tentativi di invasione, falliti, intervenne la regina madre, Isabella la Santa (Sant'Elisabetta), che riuscì a fare incontrare figlio e figliastro, che nel 1326, siglarono una pace che fu duratura.
Nel 1328, per migliorare i rapporti con il regno di Castiglia, diede sua figlia Maria del Portogallo in moglie al re di Castiglia Alfonso XI; ma molto presto il rapporto tra i coniugi si raffreddò a causa dell'infatuazione di Alfonso XI per Eleonora di Guzmán, e anche i rapporti tra Portogallo e Castiglia peggiorarono e divennero pessimi, quando dopo la nascita dell'erede al trono di Castiglia, Pietro Alfonso XI relegò la moglie Maria e il figlioletto a vivere nell'Alcázar di Siviglia.
Tra il 1336 e il 1339 Castiglia e Portogallo furono in guerra senza ottenere risultati tangibili da ambo le parti.
Quando però, nel 1339, i Merinidi del Nordafrica, con l'appoggio del regno di Granada, gli ultimi musulmani di al-Andalus, tentarono l'invasione dell'Andalusia, messi da parte i rancori, per l'intervento della stessa Maria, fu siglata la pace di Siviglia e Alfonso IV su richiesta di aiuto del proprio genero, Alfonso XI di Castiglia, inviò l'esercito portoghese che, nel 1340, il 4 aprile, prese parte alla vittoriosa battaglia del Rio Salado.
Suo figlio Pietro, nel 1339, aveva sposato la principessa castigliana Costanza Manuel, ma dopo avere conosciuto una delle sue dame di compagnia, Inés de Castro, se ne era innamorato perdutamente e con lei aveva iniziato una relazione, trascurando la moglie e il figlio legittimo ed erede al trono Ferdinando.
A nulla valsero le raccomandazioni e gli ammonimenti di Alfonso IV al figlio; non solo la relazione proseguì ma i figli della de Castro, sani e forti, erano tenuti in conto più dell'erede al trono, debole e malaticcio e l'entourage castigliano della donna acquisiva ogni giorno sempre più potere.
Alla morte di Costanza Pietro rifiutò qualsiasi partito che non fosse Inés de Castro, anzi i due si sposarono in segreto.
Alfonso IV, sempre più preoccupato per la sorte del nipote e per l'invadenza dei castigliani, per risolvere la situazione, nel 1355, diede l'ordine di assassinare Inés de Castro.
Pietro, non solo non accettò il fatto compiuto ma, in preda all'ira, armato un esercito scatenò una breve guerra civile, nel nord del regno tra i fiumi Duero e Minho, che si esaurì nel corso del 1356 e all'inizio del 1357, fece pace con il padre.
Alfonso IV morì il 29 maggio del 1357 e fu tumulato nella Cattedrale di Lisbona, in portoghese Sé de Lisboa. Il Chronicon Conimbricensi riporta che Alfonso IV (Rey D. Alfonso ò quarto, e filho do…Rey D. Denis) morì il 29 maggio 1357 a Lisbona (Cidade de Lizboa) e fu tumulato nella Cattedrale di Lisbona (See de ditta Cidade).
Alla sua morte gli successe il figlio Pietro.
In politica interna Alfonso IV continuò sulla strada paterna di limitare l'occupazione delle terre reali da parte dei nobili ed a contenere l'espandersi delle proprietà della chiesa, continuò altresì a potenziare la flotta, soprattutto quella commerciale: durante il suo regno furono scoperte le Isole Canarie.
Pur essendo stato il suo regno abbastanza pacifico fu ricordato come soldato valoroso e soprannominato l'Ardito (o bravo).

## Discendenza
Alfonso IV e Beatrice ebbero sette figli:
- Maria del Portogallo (1313-1357), sposò, nel 1328, il re di Castiglia Alfonso XI;
- Alfonso del Portogallo (Penela, 1315);
- Dionigi del Portogallo (Santarem, 1317-1318);
- Pietro (1320-1367), re del Portogallo;
- Isabella del Portogallo (1324-1326);
- Giovanni del Portogallo (1326-1327);
- Eleonora del Portogallo (1328 - 1348), sposò nel 1347 il re d'Aragona Pietro IV.

Alfonso IV da un'amante di cui non si conoscono né il nome né gli ascendenti, ebbe una figlia: Maria del Portogallo, che sposò Fernando Alfonso di Valencia, signore di Valencia de Campos e Gran Maestro dell'Ordine di Santiago.

## Ascendenza
|                            |                     |                         | Genitori                    |  |  | Nonni |  |  | Bisnonni                  |  |  | Trisnonni               |  |
|                            |                     |                         |                             |  |  |       |  |  | Alfonso II del Portogallo |  |  | Sancho I del Portogallo |  |
|                            |                     |                         |                             |  |  |       |  |  | Alfonso II del Portogallo |  |  | Sancho I del Portogallo |  |
|                            |                     | Dolce di Barcellona     |                             |  |  |       |  |  | Alfonso II del Portogallo |  |  |                         |  |
| Alfonso III del Portogallo |                     |                         |                             |  |  |       |  |  | Alfonso II del Portogallo |  |  |                         |  |
|                            |                     | Urraca di Castiglia     | Alfonso VIII di Castiglia   |  |  |       |  |  |                           |  |  |                         |  |
|                            |                     | Urraca di Castiglia     | Alfonso VIII di Castiglia   |  |  |       |  |  |                           |  |  |                         |  |
|                            |                     | Urraca di Castiglia     | Eleonora d'Inghilterra      |  |  |       |  |  |                           |  |  |                         |  |
| Dionigi del Portogallo     |                     | Urraca di Castiglia     |                             |  |  |       |  |  |                           |  |  |                         |  |
|                            |                     | Alfonso X di Castiglia  | Ferdinando III di Castiglia |  |  |       |  |  |                           |  |  |                         |  |
|                            |                     | Alfonso X di Castiglia  | Ferdinando III di Castiglia |  |  |       |  |  |                           |  |  |                         |  |
|                            |                     | Alfonso X di Castiglia  | Beatrice di Svevia          |  |  |       |  |  |                           |  |  |                         |  |
| Beatrice di Castiglia      |                     | Alfonso X di Castiglia  |                             |  |  |       |  |  |                           |  |  |                         |  |
|                            |                     | María Guillén de Guzmán | Guillén Pérez de Guzmán     |  |  |       |  |  |                           |  |  |                         |  |
|                            |                     | María Guillén de Guzmán | Guillén Pérez de Guzmán     |  |  |       |  |  |                           |  |  |                         |  |
|                            |                     | María Guillén de Guzmán | María González Girón        |  |  |       |  |  |                           |  |  |                         |  |
| Alfonso IV del Portogallo  |                     | María Guillén de Guzmán |                             |  |  |       |  |  |                           |  |  |                         |  |
|                            | Giacomo I d'Aragona | Pietro II d'Aragona     |                             |  |  |       |  |  |                           |  |  |                         |  |
|                            | Giacomo I d'Aragona | Pietro II d'Aragona     |                             |  |  |       |  |  |                           |  |  |                         |  |
|                            | Giacomo I d'Aragona | Maria di Montpellier    |                             |  |  |       |  |  |                           |  |  |                         |  |
| Pietro III di Aragona      | Giacomo I d'Aragona |                         |                             |  |  |       |  |  |                           |  |  |                         |  |
|                            |                     | Iolanda d'Ungheria      | Andrea II d'Ungheria        |  |  |       |  |  |                           |  |  |                         |  |
|                            |                     | Iolanda d'Ungheria      | Andrea II d'Ungheria        |  |  |       |  |  |                           |  |  |                         |  |
|                            |                     | Iolanda d'Ungheria      | Iolanda di Courtenay        |  |  |       |  |  |                           |  |  |                         |  |
| Isabella di Aragona        |                     | Iolanda d'Ungheria      |                             |  |  |       |  |  |                           |  |  |                         |  |
|                            |                     | Manfredi di Sicilia     | Federico II di Svevia       |  |  |       |  |  |                           |  |  |                         |  |
|                            |                     | Manfredi di Sicilia     | Federico II di Svevia       |  |  |       |  |  |                           |  |  |                         |  |
|                            |                     | Manfredi di Sicilia     | Bianca Lancia               |  |  |       |  |  |                           |  |  |                         |  |
| Costanza II di Sicilia     |                     | Manfredi di Sicilia     |                             |  |  |       |  |  |                           |  |  |                         |  |
|                            |                     | Beatrice di Savoia      | Amedeo IV di Savoia         |  |  |       |  |  |                           |  |  |                         |  |
|                            |                     | Beatrice di Savoia      | Amedeo IV di Savoia         |  |  |       |  |  |                           |  |  |                         |  |
|                            |                     | Beatrice di Savoia      | Margherita di Borgogna      |  |  |       |  |  |                           |  |  |                         |  |
|                            |                     | Beatrice di Savoia      |                             |  |  |       |  |  |                           |  |  |                         |  |